# Helge Ahlström
Helge Artur Ahlström (17. marts 1914 i Sverige - 31. juli 1989) var er en svensk fodboldspiller og træner. 
Ahlström var B.93s første udenlandske træner. Han var holdets træner i de to sæsoner, holdet vandt DM 1945/1946, hvilket er seneste gang klubben har vundet DM. I hans anden og sidste sæson, 1946/1947, sluttede de forsvarende mestre som nummer ni og næstsidst, to point fra nedrykning. Inden sæsonen var slut var Ahlström rejst hjem til Sverige.

## Klubber
- IFK Malmö ?-?
- B.93 1945-1947
- GAIS 1951-52
- Halmstads BK 1954–1955
- IS Halmia
- Trelleborgs FF
- Tommelilla IF 1959-66